# Ziua în care a fost incendiat Pământul
Ziua în care a fost incendiat Pământul (în engleză The Day the Earth Caught Fire) este un film SF cu dezastre britanic din 1961. În rolurile principale joacă actorii Edward Judd, Leo McKern și Janet Munro. A fost regizat de Val Guest și este unul dintre primele clasice apocaliptice din perioada sa..

## Prezentare
Panica isterică a cuprins întreaga lume după ce Statele Unite și Uniunea Sovietică au detonat simultan dispozitive nucleare care au făcut ca orbita Pământului să se modifice, trimițând planeta direct spre soare.

## Actori
- Edward Judd este Peter Stenning
- Leo McKern este Bill Maguire
- Janet Munro este Jeannie Craig
- Michael Goodliffe este 'Jacko', editor de noapte
- Bernard Braden este editor de știri
- Reginald Beckwith este Harry
- Gene Anderson este May
- Renée Asherson este Angela
- Arthur Christiansen este Jeff Jefferson, editor
- Austin Trevor este Sir John Kelly
- Edward Underdown este Sanderson
- Ian Ellis este Michael Stenning

## Vezi și
- Listă de filme apocaliptice